# Associazione Calcio Reggiana 1962-1963
Questa voce raccoglie le informazioni riguardanti l'Associazione Calcio Reggiana nelle competizioni ufficiali della stagione 1962-1963.

## Stagione
La società punta a un immediato ritorno in B nonostante la collocazione della squadra nel difficile girone B a 18 squadre. Se ne vanno da Reggio Giampiero Grevi al Padova con l'ex allenatore granata Gigi Del Grosso, Carlo Volpi al Palermo, Giovanni Ferretti all'Inter, Mario Tribuzio e Piero Ferri al Simmenthal Monza, Mario Martiradonna al Cagliari.
Arrivano in maglia granata diversi volti nuovi: i fratelli Giancarlo Bertini portiere dalla Sanremese, e Orlando Bertini terzino dal Legnano, in maglia granata segneranno un'epoca, ma anche Carlo Facchin dal Monza, dalla squadra brianzola ritorna anche Alberto Latini, arrivano Mario Villa dalla Biellese e Franco Rampazzo dal Verona. Ma si punta molto sui giovani granata Agostino De Nardi, Claudio Correnti e Renzo Fantazzi.
Si riparte dalla Serie C con il nuovo allenatore e giocatore Renato Martini che torna da una esperienza calcistica in Grecia, ma la Reggiana deve fare i conti con alcune realtà ben attrezzate in Serie C, come le toscane Prato, Arezzo e Livorno. Vengono prelevati il centravanti Renato Campanini dal Padova e l'ala destra Mario Nichele dal Monza. Per dare una scossa alla squadra che non ottiene i risultati sperati, viene esonerato da allenatore Renato Martini ed al suo posto arriva Vittorio Malagoli un ex calciatore granata, alla fine del torneo la squadra reggiana risulta quinta, vince il torneo il Prato di Natale Faccenda che si aggiudica la promozione in Serie B. Miglior marcatore di stagione per i granata risulta Renato Campanini con 12 reti in 24 partite.

## Divise
| Prima divisa | Seconda divisa |

## Risultati

### Girone di andata
| Sassari 23 settembre 1962 1ª giornata | Torres         | 0 – 0 | Reggiana | Stadio Acquedotto\| Arbitro: \| Ciferri (Roma) \| |
| Arbitro:                              | Ciferri (Roma) |       |          |                                                   |

| Arbitro: | Nobilia (Roma) |

|  |           |            |
|  | Marcatori | 24’ Guizzo |

| Prato 7 ottobre 1962 3ª giornata | Prato           | 0 – 0 | Reggiana | Stadio Lungobisenzio\| Arbitro: \| Zanchi (Mestre) \| |
| Arbitro:                         | Zanchi (Mestre) |       |          |                                                       |

| Arbitro: | Caporali (Verona) |

|                  |           |                    |
| De Nardi 7’, 14’ | Marcatori | 90’ (aut.) Martini |

| Arbitro: | Vitullo (Roma) |

|  |           |                     |
|  | Marcatori | 81’ (rig.) De Nardi |

| Reggio Emilia 28 ottobre 1962 6ª giornata | Reggiana         | 0 – 0 | Pisa | Stadio Mirabello\| Arbitro: \| Gonella (Torino) \| |
| Arbitro:                                  | Gonella (Torino) |       |      |                                                    |

| Arbitro: | Pianca (Milano) |

|                            |           |                           |
| Rancati 1’ Balestrieri 57’ | Marcatori | 31’ Facchin 65’ Campanini |

| Arbitro: | Magrini (Venezia) |

|               |           |  |
| Campanini 60’ | Marcatori |  |

| Arbitro: | Gussoni (Tradate) |

|                                     |           |  |
| Chesini 23’ (aut.) Nichele 29’, 55’ | Marcatori |  |

| Arbitro: | Motta (Monza) |

|              |           |                           |
| Mainardi 30’ | Marcatori | 39’ Greatti 59’ Campanini |

| Arbitro: | Bigi (Padova) |

|                   |           |  |
| Campanini 5’, 83’ | Marcatori |  |

| Arbitro: | Cadel (Mestre) |

|  |           |               |
|  | Marcatori | 39’ Campanini |

| Arbitro: | Gandiolo (Alessandria) |

|                        |           |                                     |
| Facchin 8’ Nichele 84’ | Marcatori | 56’ Tassinari 64’ Meroi 78’ Tartari |

| Arbitro: | Ciferri (Roma) |

|              |           |               |
| Mattioli 85’ | Marcatori | 18’ Campanini |

| Arbitro: | Schinetti (Brescia) |

|               |           |  |
| Campanini 62’ | Marcatori |  |

| Arbitro: | Camozzi (Porto d'Ascoli) |

|            |           |  |
| Rivara 56’ | Marcatori |  |

| Reggio Emilia 13 gennaio 1963 17ª giornata | Reggiana      | 0 – 0 | Grosseto | Stadio Mirabello\| Arbitro: \| Firmi (Crema) \| |
| Arbitro:                                   | Firmi (Crema) |       |          |                                                 |

### Girone di ritorno
| Arbitro: | Pisani (Roma) |

|             |           |            |
| Facchin 75’ | Marcatori | 18’ Galasi |

| Arbitro: | Negri (Monza) |

|                                        |           |                           |
| Pennati 44’, 82’ Furini 48’ Guizzo 59’ | Marcatori | 62’ Campanini 75’ Facchin |

| Arbitro: | Pieroni (Roma) |

|                         |           |             |
| Nichele 48’ Facchin 61’ | Marcatori | 68’ Taccola |

| Forlì 10 febbraio 1963 21ª giornata | Forlì             | 0 – 0 | Reggiana | Stadio Tullo Morgagni\| Arbitro: \| Di Maio (Palermo) \| |
| Arbitro:                            | Di Maio (Palermo) |       |          |                                                          |

| Arbitro: | Rostagno (Torino) |

|                          |           |                              |
| Latini 19’ Campanini 20’ | Marcatori | 47’ Zecchini 80’ Baccheretti |

| Arbitro: | De Angelis (Pescara) |

|          |           |  |
| Rolla 2’ | Marcatori |  |

| Arbitro: | Zanchi (Mestre) |

|             |           |              |
| Facchin 51’ | Marcatori | 24’ Flaborea |

| Arbitro: | Paciello (Foggia) |

|  |           |                                |
|  | Marcatori | 23’, 70’ Facchin 77’ Campanini |

| Arbitro: | Motta (Monza) |

|                         |           |  |
| Bessi 7’ Taffarello 70’ | Marcatori |  |

| Arbitro: | Litteri (Trieste) |

|                                 |           |           |
| Ercole 35’ (aut.) Campanini 40’ | Marcatori | 22’ Corso |

| Cesena 21 aprile 1963 28ª giornata | Cesena            | 0 – 0 | Reggiana | Stadio La Fiorita\| Arbitro: \| D'Auria (Salerno) \| |
| Arbitro:                           | D'Auria (Salerno) |       |          |                                                      |

| Reggio Emilia 28 aprile 1963 29ª giornata | Reggiana         | 0 – 0 | Sarom Ravenna | Stadio Mirabello\| Arbitro: \| Bosello (Padova) \| |
| Arbitro:                                  | Bosello (Padova) |       |               |                                                    |

| Arbitro: | Canova (Milano) |

|           |           |  |
| Meroi 49’ | Marcatori |  |

| Arbitro: | Marchiori (Padova) |

|  |           |                           |
|  | Marcatori | 29’ Ribechini 76’ Colombo |

| Arbitro: | Losacco (Bari) |

|             |           |  |
| Balloni 30’ | Marcatori |  |

| Arbitro: | Accomazzo (Vercelli) |

|             |           |  |
| Greatti 25’ | Marcatori |  |

| Arbitro: | Olivati (Genova) |

|                |           |             |
| Carpenetti 74’ | Marcatori | 40’ Facchin |